# Hilbert-Modul
In der Mathematik sind Hilbert-Moduln eine Verallgemeinerung von Gruppenringen. Eine weitere Verallgemeinerung sind Hilbert-C*-Moduln.

## Definitionen
Für eine abzählbare Gruppe {\displaystyle G} mit Gruppenring {\displaystyle \mathbb {C} G} bezeichnet {\displaystyle l^{2}G} die Vervollständigung von {\displaystyle \mathbb {C} G} bzgl. des Skalarprodukts
{\displaystyle \langle \sum _{g\in G}a_{g}g,\sum _{g\in G}b_{g}g\rangle =\sum _{g\in G}{\overline {a_{g}}}b_{g}}.
{\displaystyle l^{2}G} ist ein Hilbert-Raum mit einer {\displaystyle G}-Wirkung.
Ein Hilbert-{\displaystyle G}-Modul ist ein komplexer Hilbert-Raum {\displaystyle V} mit einer {\displaystyle C}-linearen isometrischen {\displaystyle G}-äquivarianten Einbettung
{\displaystyle V\to (l^{2}G)^{n}}
für ein {\displaystyle n\in \mathbb {N} }.
Ein Morphismus von Hilbert-{\displaystyle G}-Moduln {\displaystyle f\colon V\to W} ist eine {\displaystyle G}-äquivariante beschränkte {\displaystyle \mathbb {C} }-lineare Abbildung.